# مس بدون اکسیژن

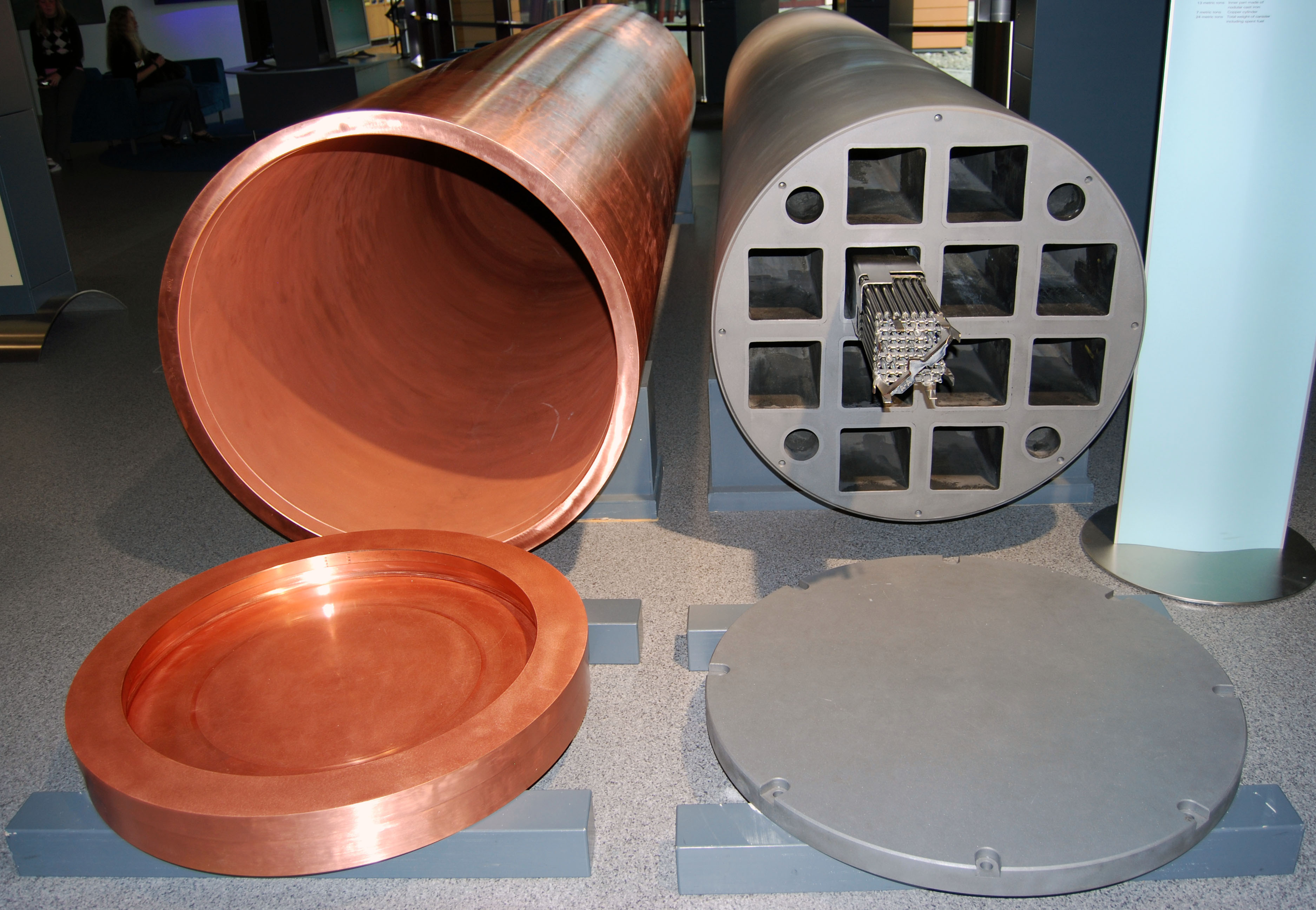
کپسولی از CuOFP که برای سوخت هسته ای استفاده می‌شد. (مدل سوئدی)

مس بدون اکسیژن یا (OFC) یک دسته از مس‌های شکل‌پذیر(wrought) است که رسانایی الکتریکی بسیار بالایی دارد که به صورت الکتریکی تصفیه شده‌است، به‌طوری که میزان ناخالصی اکسیژن داخل آن برابر با ۰٫۰۰۰۱ درصد یا کمتر از آن است.

## مشخصات
مشخصات مس‌های اکسیژن آزاد معمولاً براساس استانداردهای ASTM یا UNS بیان می‌شود. استاندارد UNS تعداد بسیار زیادی از ترکیبات مس‌های با رسانایی بالا را شامل می‌شود. در میان این عناوین متعدد، سه عنوان است که به‌طور گسترده استفاده می‌شود و دو عنوان آن‌ها از دستهٔ مس‌های اکسیژن آزاد است.
- C10100: که به عنوان الکترونیک اکسیژن آزاد (oxygen-free electronic or OFE) شناخته می‌شود. این نوع از ماده، دارای خلوص ۹۹٫۹۹ درصدی از مس خالص است که در حدود ۰٫۰۰۰۵ درصد اکسیژن دارد و در رتبه‌بندی IACS دارای امتیاز ۱۰۱٪ از نظر رسانایی الکتریکی است. این مس در ابعاد و اندازه‌های مشخصی، به دقت بالایی در یک محیط عاری از اکسیژن، تولید می‌شود. نقره به عنوان یکی دیگر از ناخالصی‌های این نوع مس (OFE) در ترکیب شیمیایی قرار دارد و خواص شیمیایی را دچار تغییر می‌کند. همچنین این نوع مس، گران‌ترین نوع آن بین این سه مس لیست شده‌است.
- C10200: این نوع مس هم به عنوان یک مثل اکسیژن آزاد (بدون اکسیژن) شناخته می‌شود و آن را به اختصار OF می‌نامند. اگر چه که OF یک مس بدون اکسیژن است اما رسانایی آن از دسته ETF که در ادامه توضیح داده می‌شود، بهتر نیست. این نوع دارای حدود ۰٫۰۰۱ درصد اکسیژن است، خلوص آن حدود ۹۹٫۹۵ درصد است و امتیاز رسانایی آن در IACS برابر با ۱۰۰٪ است. درصد خلوص آن به نسبت کم است و این به علت وجود مقادیر بیشتری از نقره در داخل آن‌ها است.
- C11000: این دسته از مس‌ها که غالباً به نام ETF شناخته می‌شوند، رایج‌ترین نوع مس‌ها هستند و شهرت جهانی این نوع از مس‌ها به علت استفاده زیاد آن‌ها در تجهیزات الکتریکی است. ETF دارای حداقل امتیاز ۱۰۰٪ رسانایی الکتریکی بر اساس IACS هستند و ضروری است تا خلوص آن حداقل ۹۹٫۹ درصد باشد. این نوع مس‌های حدود ۰٫۰۲ تا ۰٫۰۴ درصد اکسیژن دارند و به همین دلیل داشتن اکسیژن نسبتاً زیاد، در دسته مس‌های اکسیژن آزاد، طبقه‌بندی نمی‌شوند. وجه شباهت آن‌ها با مس‌های بدون اکسیژن، وجود همان عنصر ناخالصی یعنی نقره است که برای اهداف خاصی، اضافه شده‌اند.

#### مس‌های بدون اکسیژن با رسانایی الکتریکی بالا

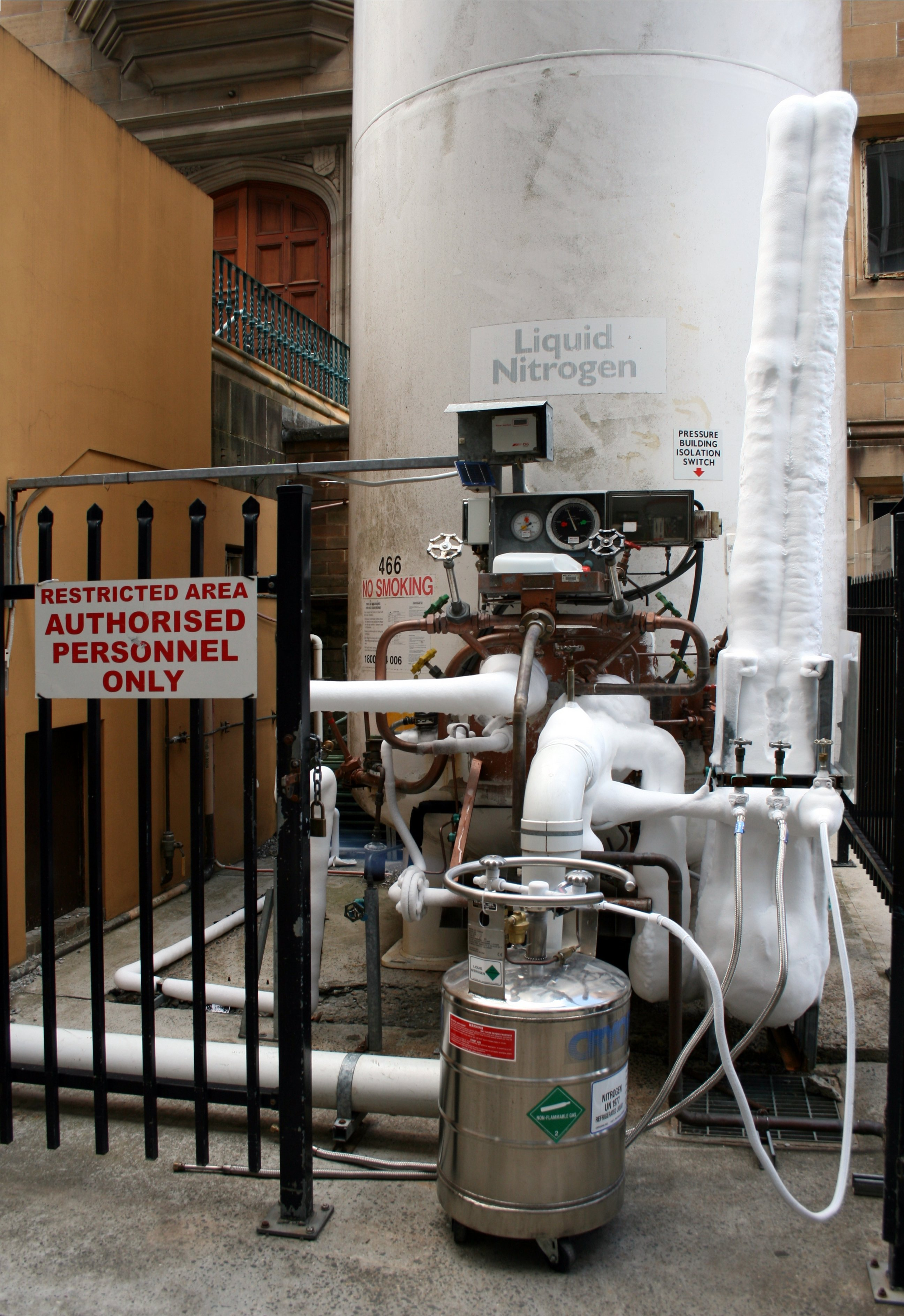
یک فلاسک دوجداره سایز متوسط در حال پر شدن با نیتروژن مایع از یک مخزن کرایوژنیک بزرگتر.

مس‌های بدون اکسیژن با هدایت حرارتی بالا (OFHC) استفاده بسیار گسترده‌ای در کرایوژنیک (تولید دماهای بسیار پایین و سرد) دارد. OFHCها با تبدیل مستقیم کاتدها و قطعات ریخته‌گری تصفیه شده انتخاب شده تحت شرایط کنترل شده دقیق برای جلوگیری از آلودگی فلز خالص بدون حضور اکسیژن در طول پردازش، تولید می‌شود.
روش تولید OFHCها، تولید یک فلز با grade بالا و با درصد خلوص ۹۹٫۹۹ درصد مس را تضمین می‌کند به‌طوری که اضافه کردن مقدار بسیار کمی از ناخالصی، خواص ماده به شدت تغییر می‌کند و به صورت شهودی نیز، این تغییر مشخص است. در عمل، درصد اکسیژن موجود به‌طور کلی، حدود ۰٫۰۰۱ تا ۰٫۰۰۳ درصد است. این مشخصات برای محصول تولید شده، شکل‌پذیری بالا، رسانایی الکتریکی و هدایت حرارتی بالا، مقاومت در برابر ضربه زیاد، مقاومت به خزش قابل قبول و سادگی جوش پذیری را به ارمغان می‌آورد.

## استانداردها
رسانایی به‌طور خاص در سال ۱۹۱۳ و توسط انجمن بین‌المللی مس آنیل شده تعریف شد که عدد آن برابر با ۵٫۸×107 S/m است. دو دسته از مس‌های OP و RTP می‌توانن تا حدود ۱۰۱ درصدی این استاندارد هم برسند. توجه داشته باشید که مس‌های OF و ETP دارای شرایط رسانایی یکسان هستند.
اکسیژن نقش مفیدی برای بهبود هدایت مس ایفا می‌کند. در طول فرایند ذوب مس، اکسیژن به‌طور عمدی به مذاب تزریق می‌شود تا ناخالصی‌ هایی را که هدایت الکتریکی را کاهش می‌دهند از بین ببرد.
فرایندهای تصفیه پیشرفته ای مانند فرایند چکرالسکی وجود دارد که می‌توان از آنها برای کاهش سطوح ناخالصی به زیر مشخصات C10100 با کاهش چگالی دانه مس استفاده کرد.

## کاربردهای صنعتی
در کاربردهای صنعتی، مس‌های بدون اکسیژن (اکسیژن آزاد) بیشتر به علت خلوص شیمیایی بالایی که دارند، ارزشمند هستند و رسانایی الکتریکی آن‌ها در وهلهٔ بعدی است. مس‌های OF و OFE در فرایند رسوب پلاسما کاربرد دارند. از کاربردهای دیگر این مس‌ها می‌توان به ساخت نیمه هادی‌ها و اجزای ابررسانا و همچنین در دستگاه‌های با خلاء بالا مانند شتاب‌دهنده‌های ذرات. در هر یک از این کاربردها، انتشار اکسیژن یا سایر ناخالصی‌ها می‌تواند باعث واکنش‌های شیمیایی نامطلوب با مواد دیگر در اتمسفر کاری اطراف شود.

## استفاده در سیستم‌های سینمای خانگی (سیستم‌های صوتی و تصویری خانگی)
صنعت تولیدکنندگان تجهیزات صوتی – تصویری خانگی، مس بدون اکسیژن را به عنوان مادهٔ با رسانایی افزایش یافته و بهوبد یافته یا سایر خواص الکتریکی مناسب که برای انتقال سیگنال صوتی مفید هستند، به بازار عرضه می‌کند. در حقیقت، مشخصات رسانایی مس‌های رایج تر مانند C11000 که از نوع ETF هست در مقایسه با مس‌های گران‌قیمت C10200 که بدون اکسیژن هستند یکسان است، حتی مس‌های C10100 که بسیار گران‌قیمت تر هستند، تنها ۱ درصد مزیت رسانایی الکتریکی دارند. با این وجود برای انتقال سیگنال‌های صوتی و تصویری در تجهیزات پخش و سینمای خانگی، از مس‌های OFC استفاده می‌شود.

## مس‌های بدون اکسیژن فسفردار
مس‌های با رسانایی الکتریکی بالا با مس‌هایی که با افزودن فسفر در فرایند ذوب، اکسید زدایی می‌شوند تفاوت دارند. مس‌های بدون اکسیژن فسفردار (CuOFP) معمولاً برای موارد ساختمانی و کاربردهای گرمایی استفاده می‌شوند که در آن‌ها قطعه مسی در معرض حرارت بسیار بالا قرار دارد. در چنین شرایطی که دما بالا است، هیدروژن می‌تواند داخل ماده نفوذ کند و با Cu2O داخل قطعه واکنش می‌دهد. این واکنش منجر به تلوید ذرات آب می‌شود که تحت فشار بالا، به صورت حباب‌هایی به شکل بخار در مرزدانه‌های ماده، به وجود می‌آید. این پروسه می‌تواند نیروهایی ایجاد کند که مرزدانه‌ها را از هم دور کند، که به تردی بخار (بخار عامل تردی ماده است) شناخته می‌شود و قطعه را ترد می‌کند که مطلوب نیست. اضافه کردن مس، مقاومت به خوردگی ماده را زیاد می‌کند، همچنین ترکیب P2O5 تولید می‌کند و این ترکیب، مانع جذب هیدروژن داخل ماده می‌شود؛ بنابراین در دماهای بالا، فرایند بالا، رخ نداده و ماده ترد نمی‌شود.

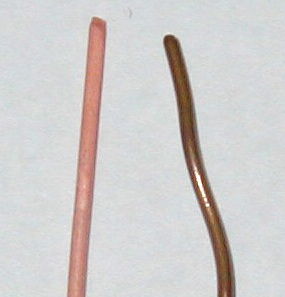
سیم مسی اکسیدنشده(سمت چپ) در مقایسه با سم مسیی اکسید شده(سمت راست)